# Greetings from L.A.
Az 1972-es Greetings from L.A. Tim Buckley hetedik nagylemeze. Mint előző albumainak nagy része, ez sem ért el nagy kereskedelmi sikereket, de a KQRS minneapolisi rádióban elég gyakran játszották, és a helyi üzletekben is keresett volt. Szerepel az 1001 lemez, amit hallanod kell, mielőtt meghalsz című könyvben.
2005. november 7-én jelent meg új kiadása az Elektra Records gondozásában.

## Az album dalai
|    | Cím             | Szerző(k)                                 | Hossz |
| -- | --------------- | ----------------------------------------- | ----- |
| 1. | Move With Me    | Tim Buckley, Jerry Goldstein              | 4:52  |
| 2. | Get on Top      | Buckley                                   | 6:33  |
| 3. | Sweet Surrender | Buckley                                   | 6:47  |
| 4. | Nighthawkin'    | Buckley                                   | 3:21  |
| 5. | Devil Eyes      | Buckley                                   | 6:50  |
| 6. | Hong Kong Bar   | Buckley, Joe Falsia                       | 7:08  |
| 7. | Make It Right   | Larry Beckett, Buckley, Falsia, Goldstein | 4:07  |

## Közreműködők
- Tim Buckley – gitár, ének
- Lee Underwood – gitár, billentyűk
- Venetta Fields, Clydie King, Lorna Willard – vokál
- Joe Falsia – gitár
- Reinhold Press, Chuck Rainey – basszusgitár
- Harry Hyams, Ralph Schaeffer – brácsa
- Louis Kievman – hegedű
- Robert Konrad – hegedű, gitár
- William Kurash – hegedű
- Jesse Ehrlich – cselló
- Kevin Kelly – orgona, zongora
- Paul Norros, Eugene Siegel – szaxofon
- Jerry Goldstein – ütőhangszerek, hangszerelés, producer
- Carter Collins – kongák
- Ed Greene – dob